# José Evaristo Uriburu Roca
José Evaristo Uriburu Roca (Buenos Aires, 7 de agosto de 1904 – Idem, 22 de março de 1995) foi um rico herdeiro argentino, membro de famílias da elite política da Argentina, conhecido por ter sido amigo íntimo, e suposto amante, do príncipe Jorge, filho do rei Jorge V do Reino Unido.

## Biografia
José Evaristo Uriburu Roca nasceu no dia 7 de agosto de 1904, em Buenos Aires, sendo filho de José Evaristo Uriburu e Augustina Roca. Sua família pertencia a elite política da Argentina, o seu pai era filho do presidente José Félix Uriburu, bem como genro do também presidente Julio Argentino Roca.

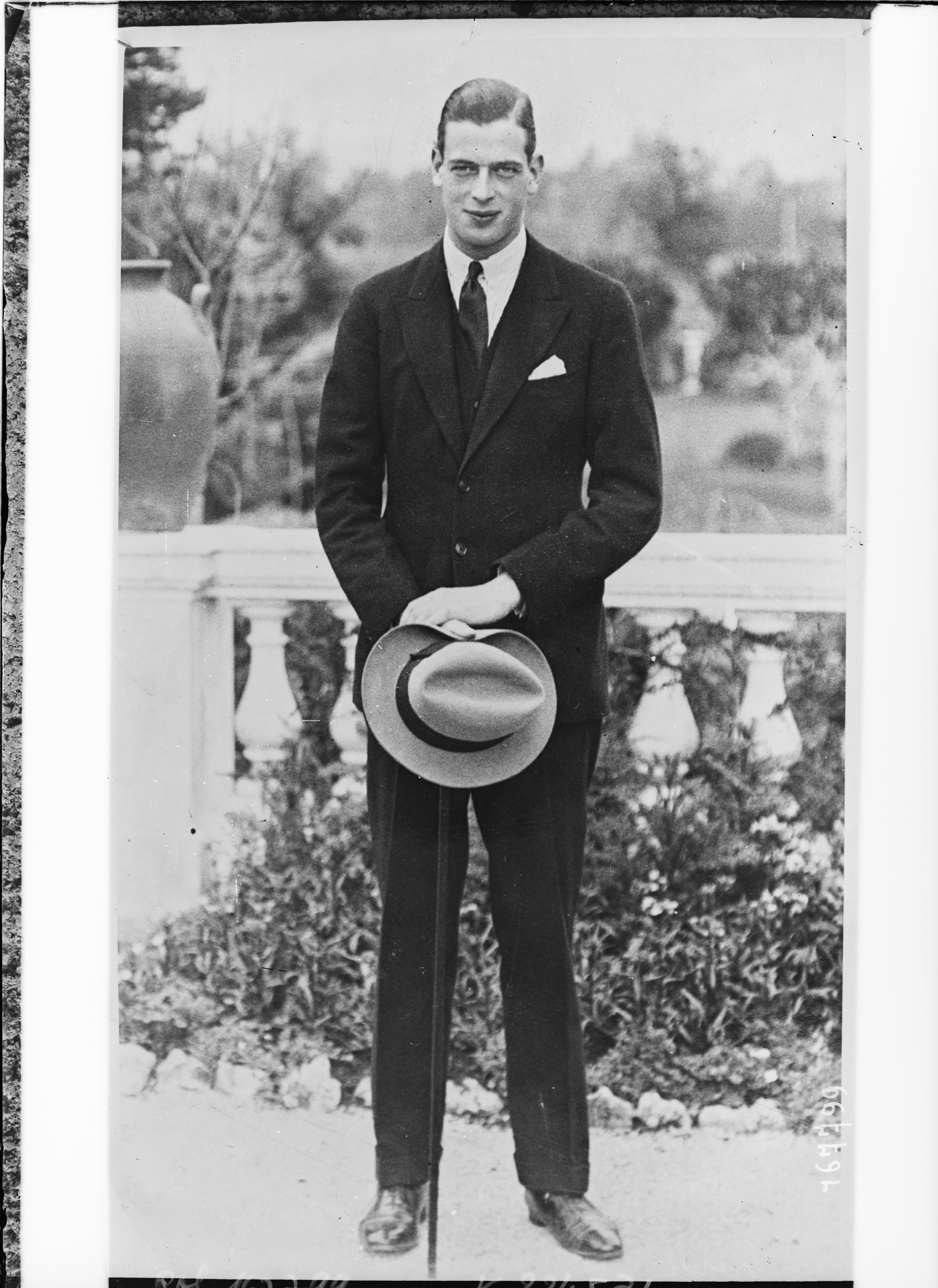
O príncipe Jorge em 1923

Na década de 1920, o pai de José Evaristo foi apontado como embaixador da Argentina na Grã-Bretanha e sua família segui-o para Londres. Lá, José Evaristo conheceu o príncipe Jorge, filho do rei Jorge V do Reino Unido, em uma recepção diplomática. Na altura, José Evaristo era um estudante da Universidade de Cambridge. Ele foi descrito como "moreno", "alto" e "sedutor".
José Evaristo e Jorge iniciaram uma amizade íntima; passavam os finais de semana juntos na residência do príncipe em Gerald Square, saíam na noite londrina e em férias curtas nas casas de campo de amigos que, segundo o historiador Donald Spoto, "encorajavam a relação e os viam com simpatia".
Supostamente a relação desenvolveu-se em um relacionamento íntimo sexual. Osvaldo Bazán em Historia de la homosexualidad en la Argentina (2006) apresenta um relato em que o pai de José Evaristo teria flagrado o filho com o príncipe Jorge em um encontro íntimo na própria residência do embaixador.
Para evitar um escândalo, José Evaristo foi enviado de volta para a Argentina. Pouco de sabe sobre a vida posterior de Uriburu Roca; em 1931, durante uma viagem entre Peru, Brasil e Argentina, o historiador Donald Spoto alega que Jorge teria reencontrado seu "amor latino", não existem, contudo, registros oficiais sobre um reencontro entre ambos.
José Evaristo morreu no dia 22 de março de 1995, em Buenos Aires, aos 90 anos, e foi enterrado no Cemitério da Recoleta na capital argentina.